# Eublemma leucozona
Eublemma leucozona là một loài bướm đêm trong họ Erebidae.